# Bushido (raper)
Bushido, znany także jako Sonny Black, właśc. Anis Mohammed Youssef Ferchichi (ur. 28 września 1978 w Bonn) – niemiecki raper pochodzenia tunezyjskiego, na którego styl silnie wpłynął amerykański gangsta rap. Współpracował z wytwórnią Aggro Berlin. Obecnie swoje produkcje wydaje w założonym przez siebie labelu Ersguterjunge. Zadedykował jeden ze swoich utworów piłkarzowi Samiemu Khedirze. Bushido jest obecnie jednym z najbardziej rozpoznawalnych raperów z Niemiec.

## Życie prywatne
Jego żoną od 2012 jest Anna-Maria Ferchichi  – siostra Sarah Connor. Bushido i Anna-Maria mają córkę Aaliyah Ferchichi. Jego kuzynem jest Baba Saad.

## Dyskografia

### Albumy studyjne
- Vom Bordstein bis zur Skyline (2003)
- Electro Ghetto (2004) (zakazana)
- Staatsfeind Nr. 1 (2005)
- Von der Skyline zum Bordstein zurück (2006)
- 7 (2007)
- Heavy Metal Payback (2008)
- Zeiten ändern dich (2010)
- Berlins Most Wanted (2010)
- Jenseits Von Gut und Boese  (2011)
- AMYF (2012)
- Sonny Black (2014)

### Podziemne wydawnictwa
- 030 (z King Orgasmus & Vader) (1998)
- Demotape (1999)
- I Luv Money Sampler (2000)
- King of KingZ (2001)
- New Kidz On The Block (z DJ Devin & Fler) (2003)

### Kompilacje
- Aggro Ansage Nr. 1 (2002)
- Aggro Ansage Nr. 2 (2002)
- Aggro Ansage Nr. 3 (2003)
- ersguterjunge Sampler Vol. 1 – Nemesis (2006)
- ersguterjunge Sampler Vol. 2 – Vendetta (2006)
- ersguterunge Sampler Vol. 3 – Alles Gute kommt von unten (2007)

### Współpraca
- Carlo, Cokxxx, Nutten (z Fler jako Frank White) (2002)
- Carlo, Cokxxx, Nutten 2 (z Baba Saad) (2005)
- Carlo, Cokxxx, Nutten 2 (z Fler jako Frank White) (2009)
- 23 (z Sido jako 23) (2011)
- Carlo, Cokxxx, Nutten 3  (2015)

## Filmografia
- Zeiten ändern dich (2010)